# Le Porte-veine
Pour plus de détails, voir Fiche technique et Distribution.
Le Porte-veine est un film français réalisé par André Berthomieu, sorti en 1937.

## Synopsis
Julien est un employé maladroit et gaffeur dans un hôtel restaurant de luxe. Un jour, servant à table le riche banquier Trichet et sa maîtresse Maryse, il intervient dans une conversation où il est question de paris sur les courses de chevaux. Julien annonce un numéro, se fait rembarrer par le banquier, mais Maryse, par jeu, décide de jouer ce numéro et gagne. 
La situation se répète plusieurs jours de suite, jusqu'à ce que Maryse prenne Julien à son service. Trichet, d'abord sceptique sur les « pouvoirs » de Julien, le teste, puis le « rachète » à Maryse. Il devient donc le secrétaire personnel du banquier et lui permet d'optimiser ses opérations boursières. La présence de Julien dans le cercle familial rapproché de Trichet finit par intriguer son épouse. Lorsqu'un jour Trichet, fou de joie d'avoir fait une nouvelle bonne affaire, embrasse Julien et est surpris par son épouse, le banquier est obligé de lui apprendre la vérité, mais lui demande de garder le secret. Mais madame Trichet le répète à sa belle-sœur Janine qui le répète à son cercle d'amies et bientôt tout Paris est au courant. Voulant sauvegarder l'exclusivité de son « porte veine », Trichet fait porter Julien malade et l'enferme dans une chambre. Julien, excédé par la situation, s'évade par fenêtre. Quand Trichet s'en aperçoit, il fait placarder un avis de recherche en première page de journal avec à la clé une récompense phénoménale. Julien est ensuite poursuivi par des tas de gens, mais est bientôt « récupéré » par le détective privé d'une bande de malfrats qui décident de faire travailler Julien pour leur compte. Voulant s'attacher durablement Julien, le chef des malfrats veut lui faire contracter un mariage blanc avec sa fille. Trichet, l'apprenant, a une idée. Comme Julien est né de père inconnu, il fait une reconnaissance en paternité. En tant que père, il a le droit légal de s'opposer au mariage, et il récupère Julien. 
Mais la chance tourne. Julien ne fait plus de bonnes prévisions. Trichet le chasse violemment. Julien crée une officine où il s'installe à son compte, et c'est en ce lieu qu'il reçoit la visite de Janine, la sœur de Trichet, qui s'est éprise de lui. La chance a quitté Julien mais il a trouvé l'amour !

## Fiche technique
- Titre : Le Porte-veine
- Réalisation : André Berthomieu
- Scénario et dialogues : Jean Guitton
- Photographie : Charles Suin, Fred Langenfeld
- Son : Jacques Hawadier
- Décors : Émile Duquesne
- Musique : Casimir Oberfeld
- Montage : Henri Taverna
- Directeur de production : Paul Madeux
- Production : Les Films Henri Ullmann
- Pays d'origine :  France
- Format :  Noir et blanc - 1,37:1 - 35 mm - son mono
- Genre : Comédie
- Durée : 82 minutes
- Date de sortie : France, 22 octobre 1937
- Affiche : Roger Cartier (France)

## Distribution
- Lucien Baroux : Julien
- Marie Glory : Janine, la jeune sœur de Trichet
- Léon Belières : le banquier Trichet
- Christiane Delyne : Maryse, la maîtresse de Trichet
- Jean Toulout : Berville
- Albert Brouett : l'employé de banque
- Paul Faivre : le client qui cherche sa femme
- Valentine Camax : la marquise
- Jacques Derives : le directeur de l'hôtel
- Jean Diéner : le médecin
- Charles Lemontier : Mouchette
- Marguerite Ducouret : la dame au petit chien
- Jeanne Véniat : Marguerite, l'épouse de Trichet
- Claude Marty : Tirette
- Gaston Mauger : Valentin
- Midroit :	Gérard
- Jeanne Manet : Anne-Marie
- Paul Marthès : un passager dans l'ascenseur
- Titys : un actionnaire